# 5号科罗拉多州州道
5号科罗拉多州州道（英語：Colorado State Highway 5，SH-5）是美国科罗拉多州的一条南-北走向的州级公路，也是埃文斯山的上山公路，北起103号科罗拉多州州道（SH-103），南至山顶，全长约14.89英里（23.96）。5号科罗拉多州州道也是北美最高的鋪面道路，最高点海拔4,347米。

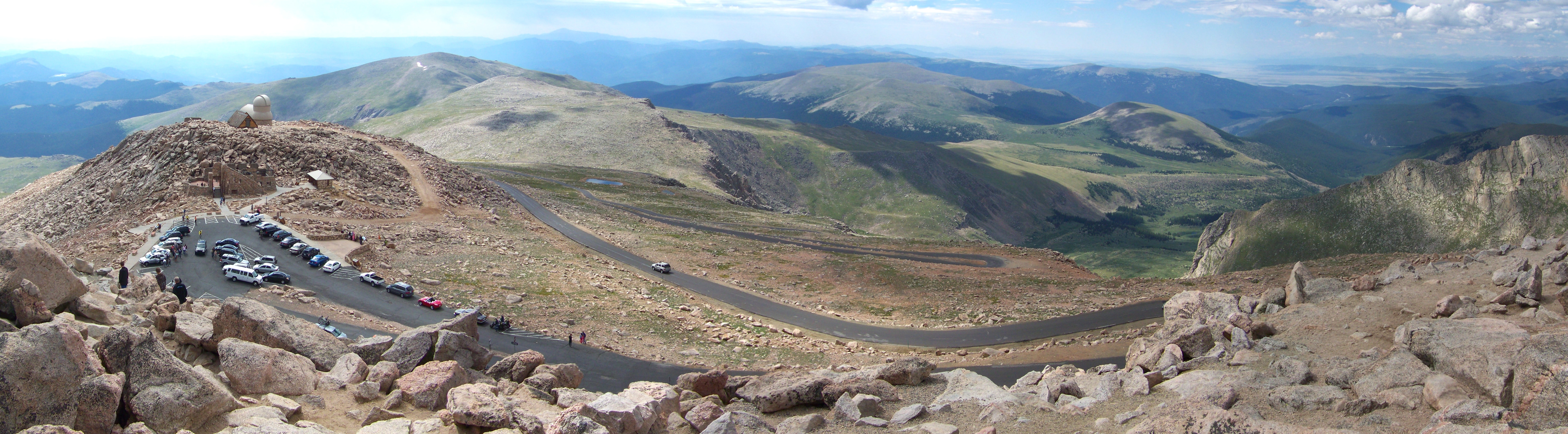
从埃文斯山看5号科罗拉多州州道